# Avenue du Docteur-Penfield
Avenue du Docteur-Penfield – ulica na osi wschód-zachód w dzielnicy Ville-Marie, w Montrealu.
Położona jest na południowych zboczach wzgórza Mont Royal, na obszarze zwanym Mille carré doré (Złota mila kwadratowa, dawna dzielnica bogatych angielskich i szkockich biznesmenów). Została nazwana na cześć doktora Wildera Penfielda, założyciela montrealskiego Instytutu Neurologii. Przy Avenue du Docteur-Penfield znajdują się domy z epoki wiktoriańskiej, kilka budynków Uniwersytetu McGill oraz wiele konsulatów.
Ulica powstała w 1867 roku na terenach prywatnych Johna McGregora i od 1883 roku nosiła jego nazwisko. W 1956 roku została przedłużona (wcześniej ciągnęła się tylko od Chemin de la Côte-des-Neiges do Rue Simpson. Dzisiejsza nazwa została nadana w 1978.